# 성내면
성내면(星內面)은 대한민국 전북특별자치도 고창군의 면이다.

## 개요
성내면은 고창군의 북쪽에 위치하며 고창을 오고 가는 관문으로써 호남, 서해안 고속도로를 이용해 쉽게 접근할 수 있다. 자연의 오묘함과 함께 장관을 이루고 있는 전국 최고의 철새도래지 동림저수지는 자연을 사랑하고 깨끗한 환경을 추구하는 성내면의 노력이자 자랑이다.

## 행정 구역

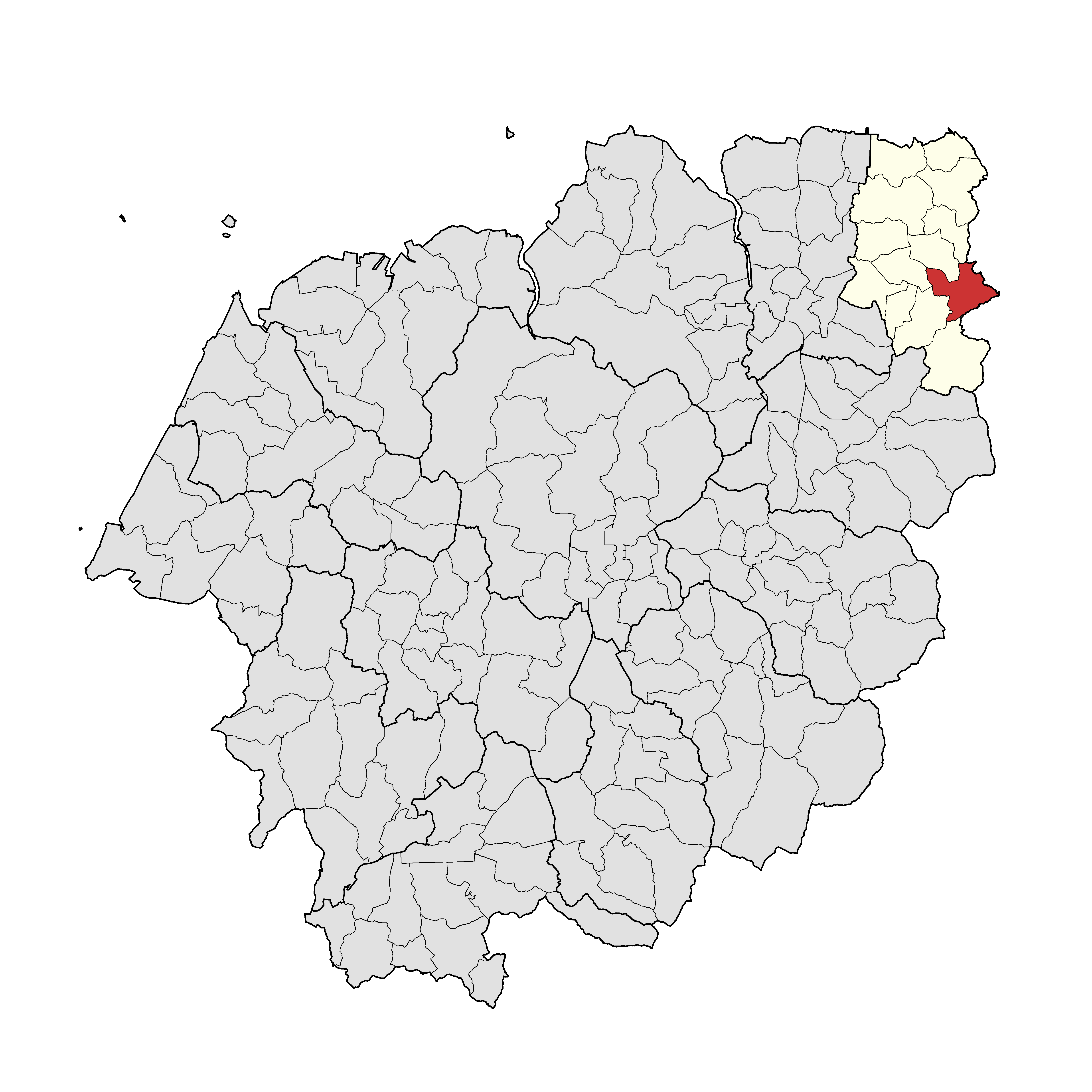
산림리
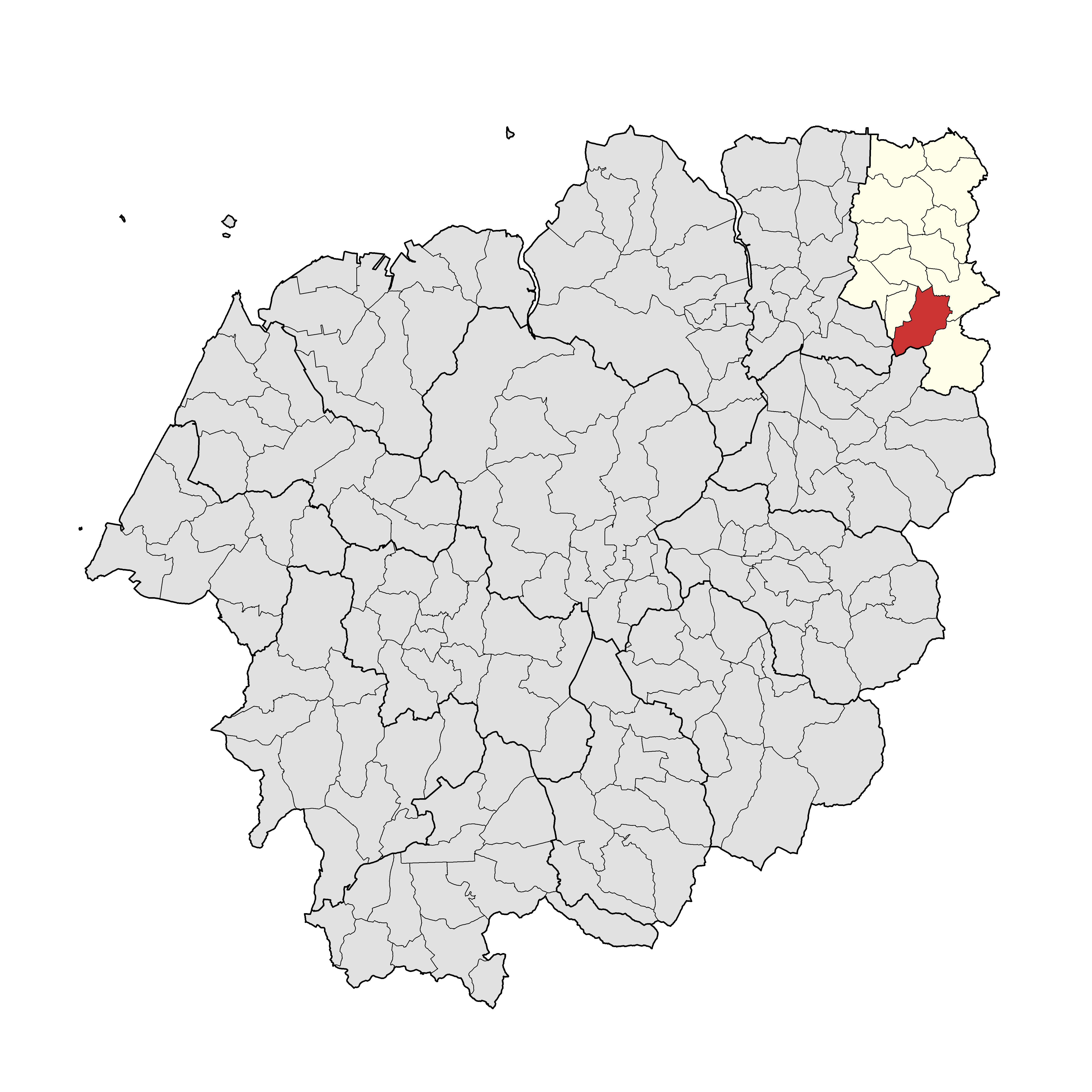
신대리
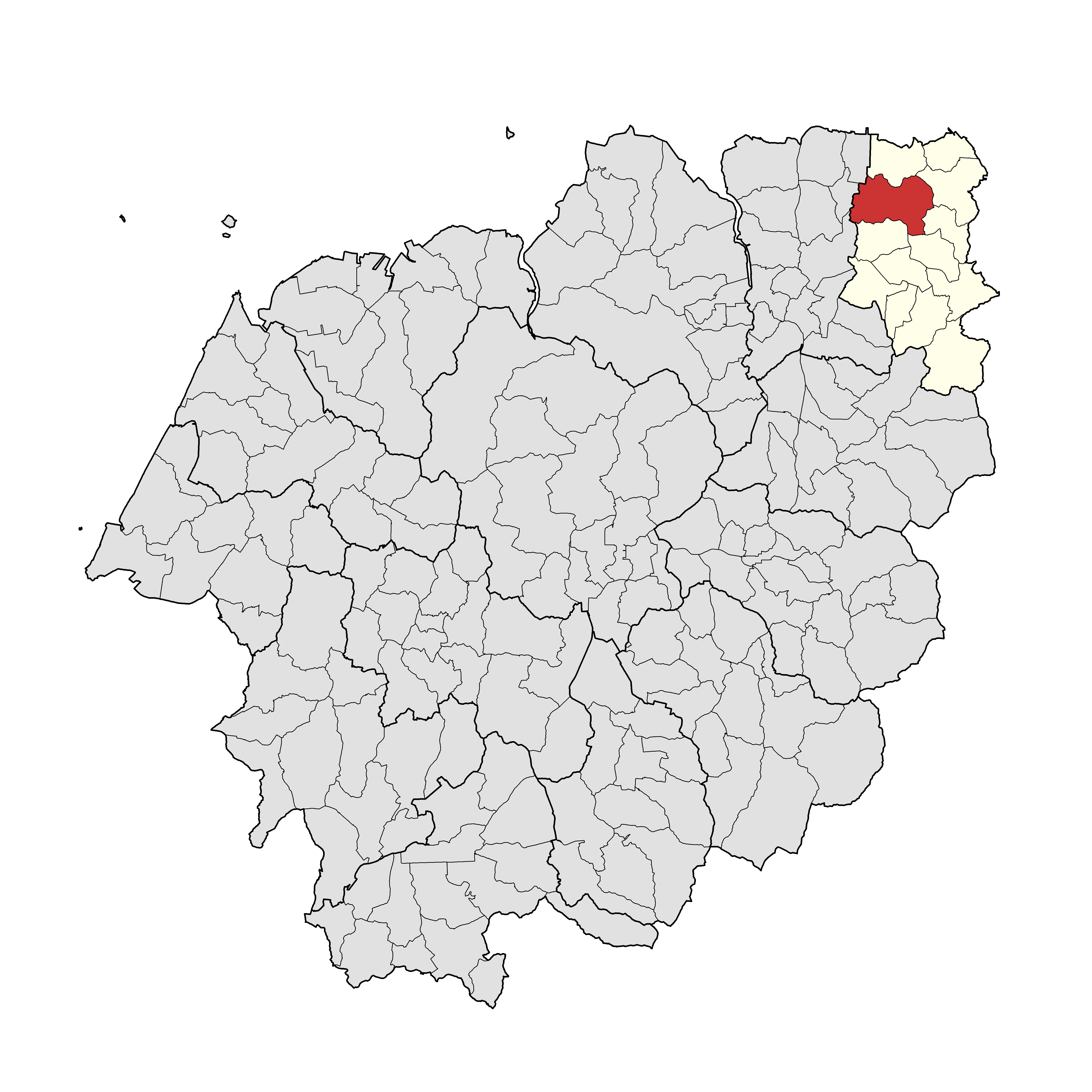
신성리
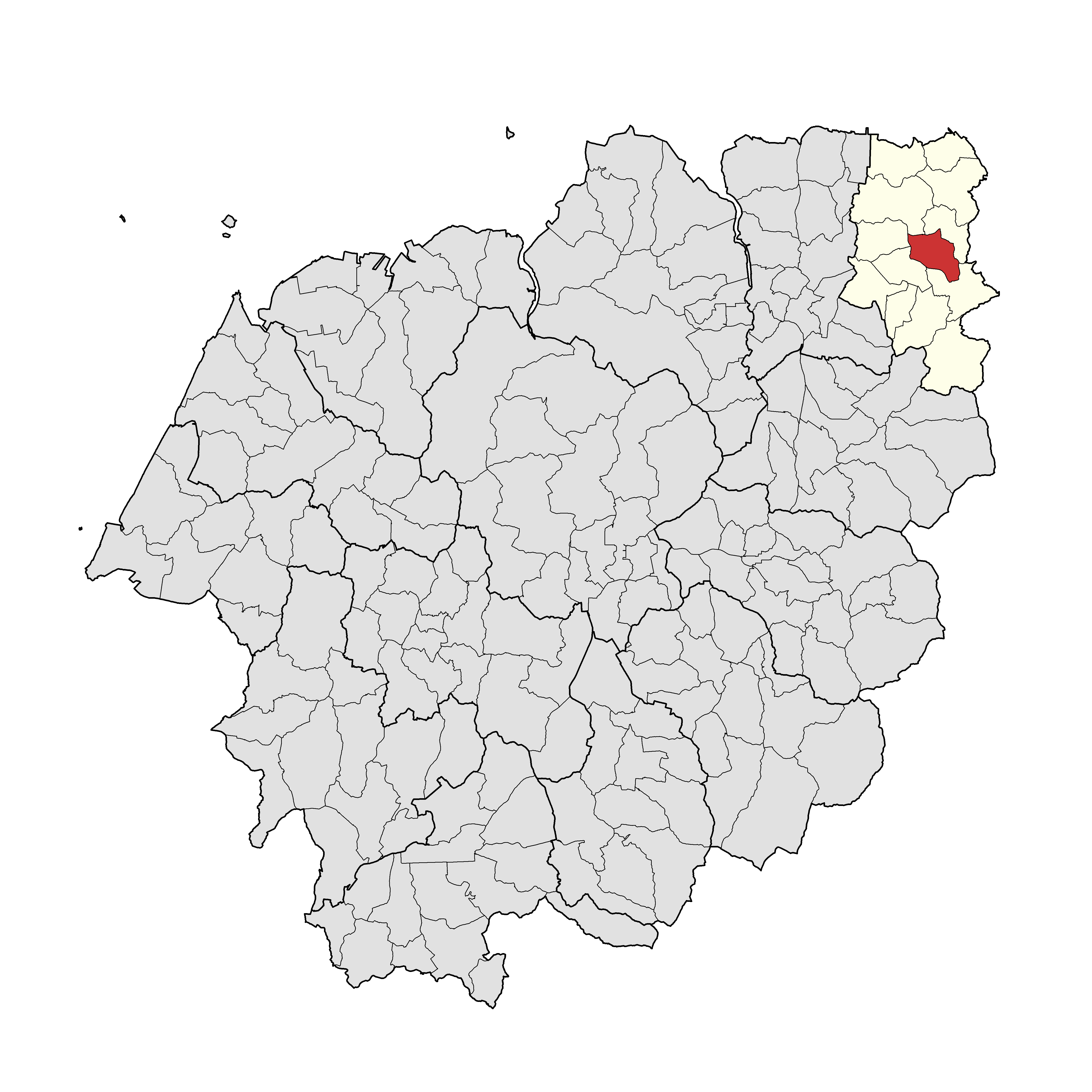
양계리
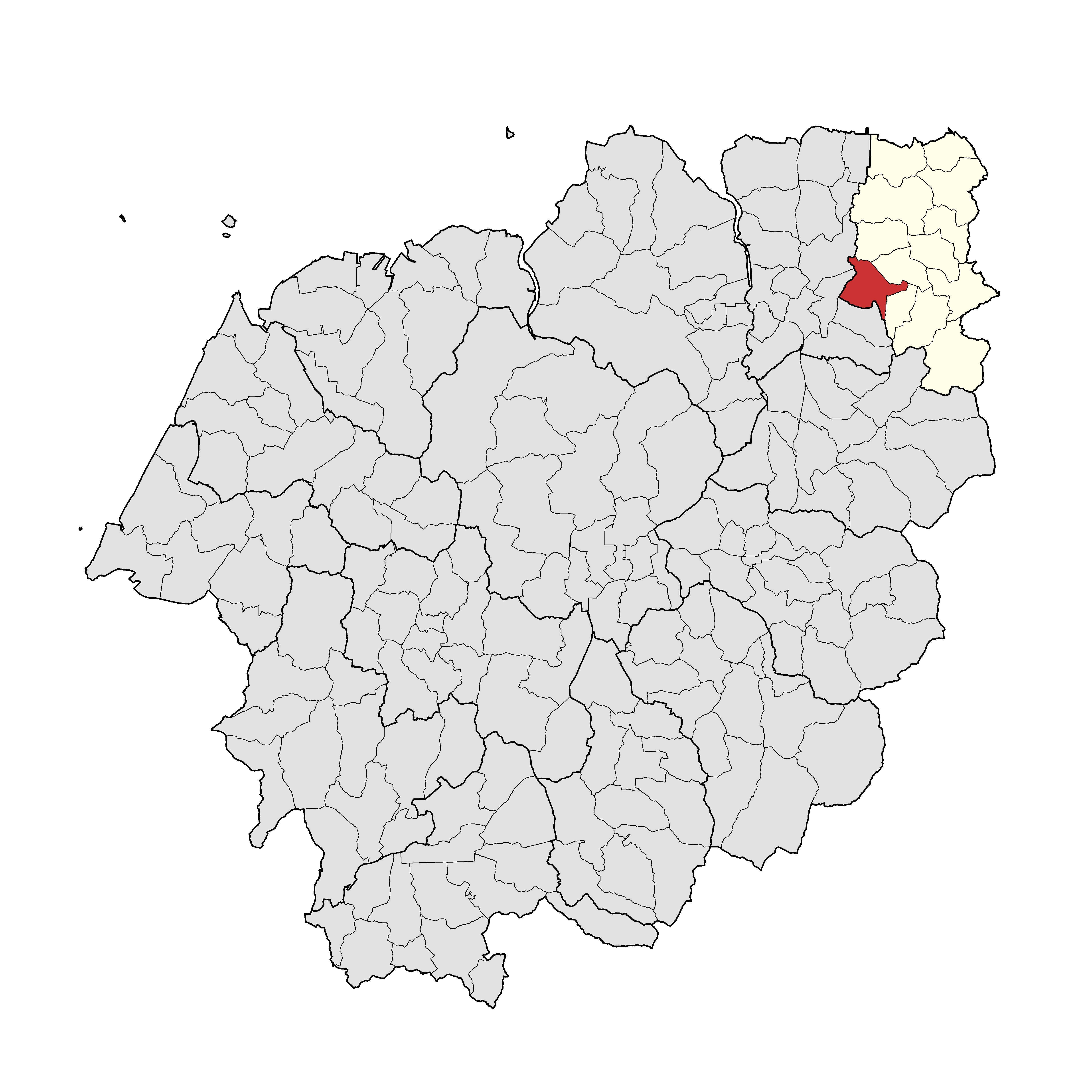
옥제리
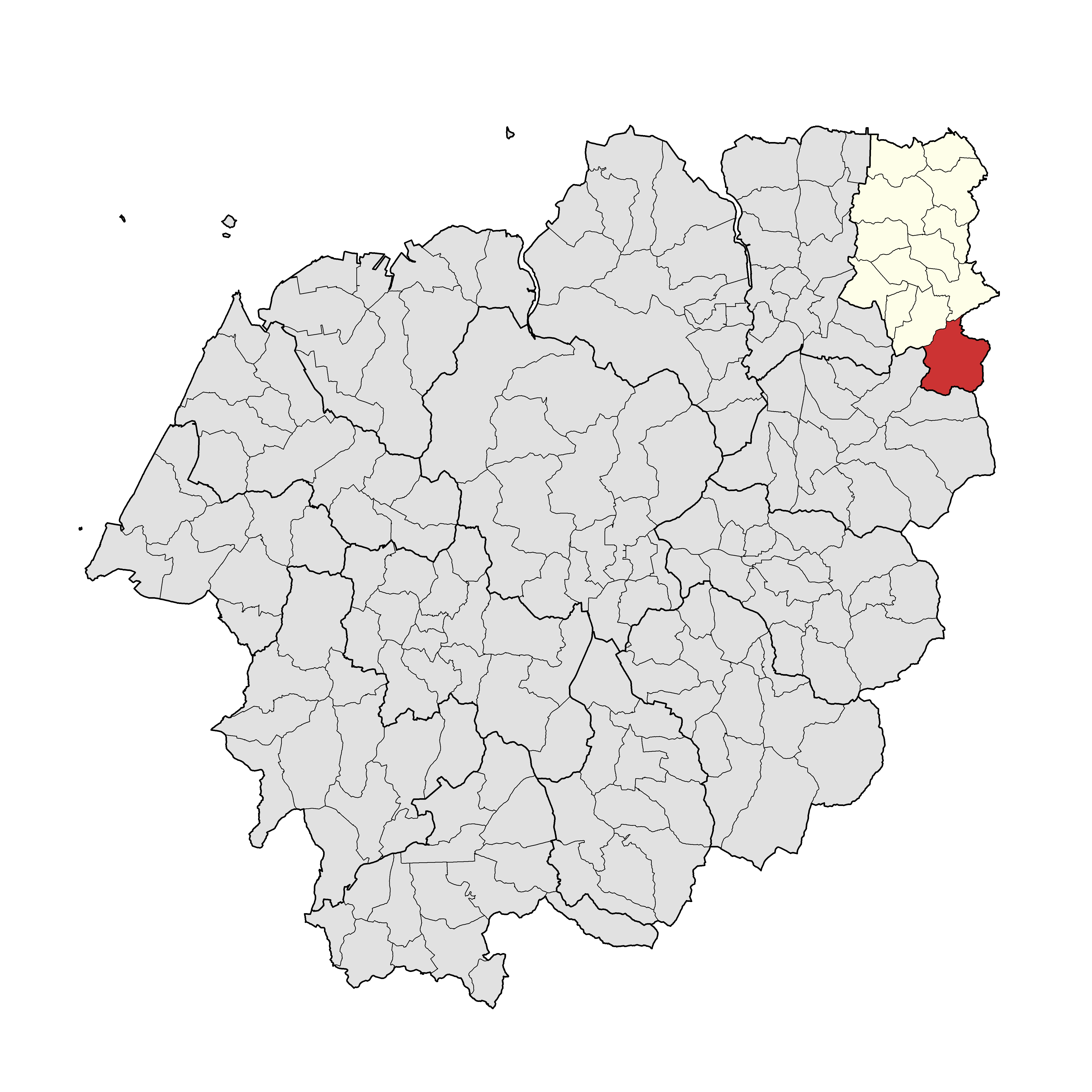
용교리
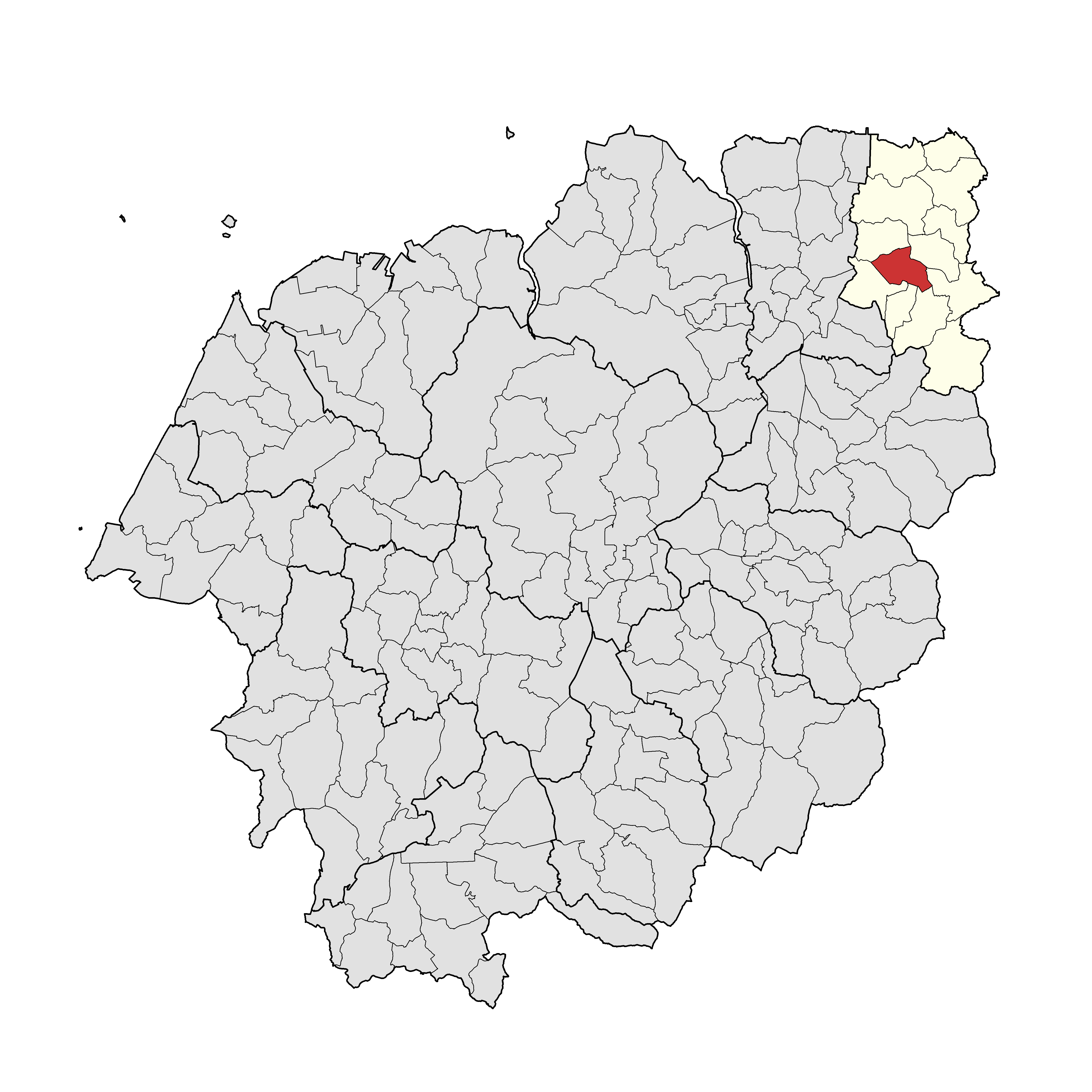
월산리
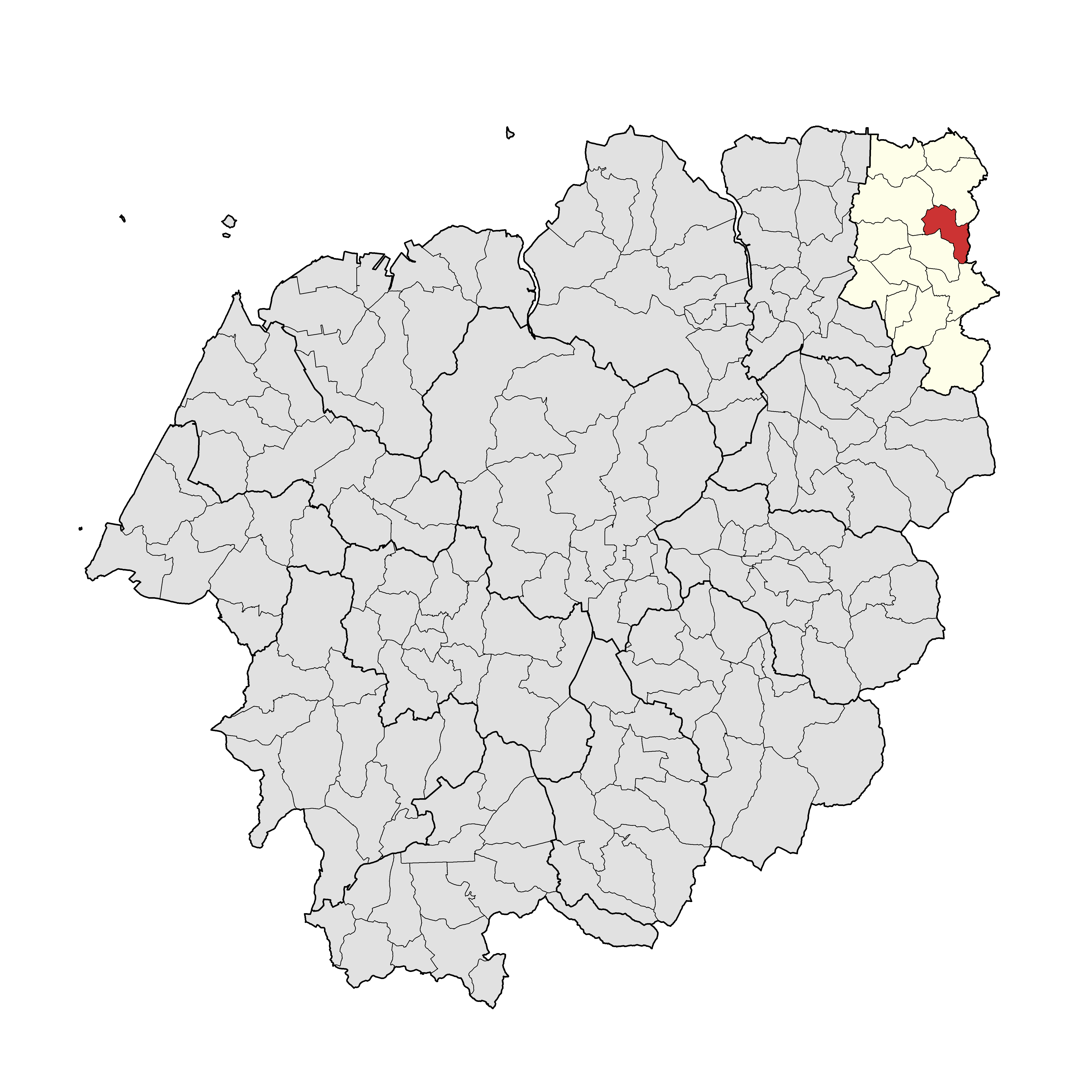
월성리
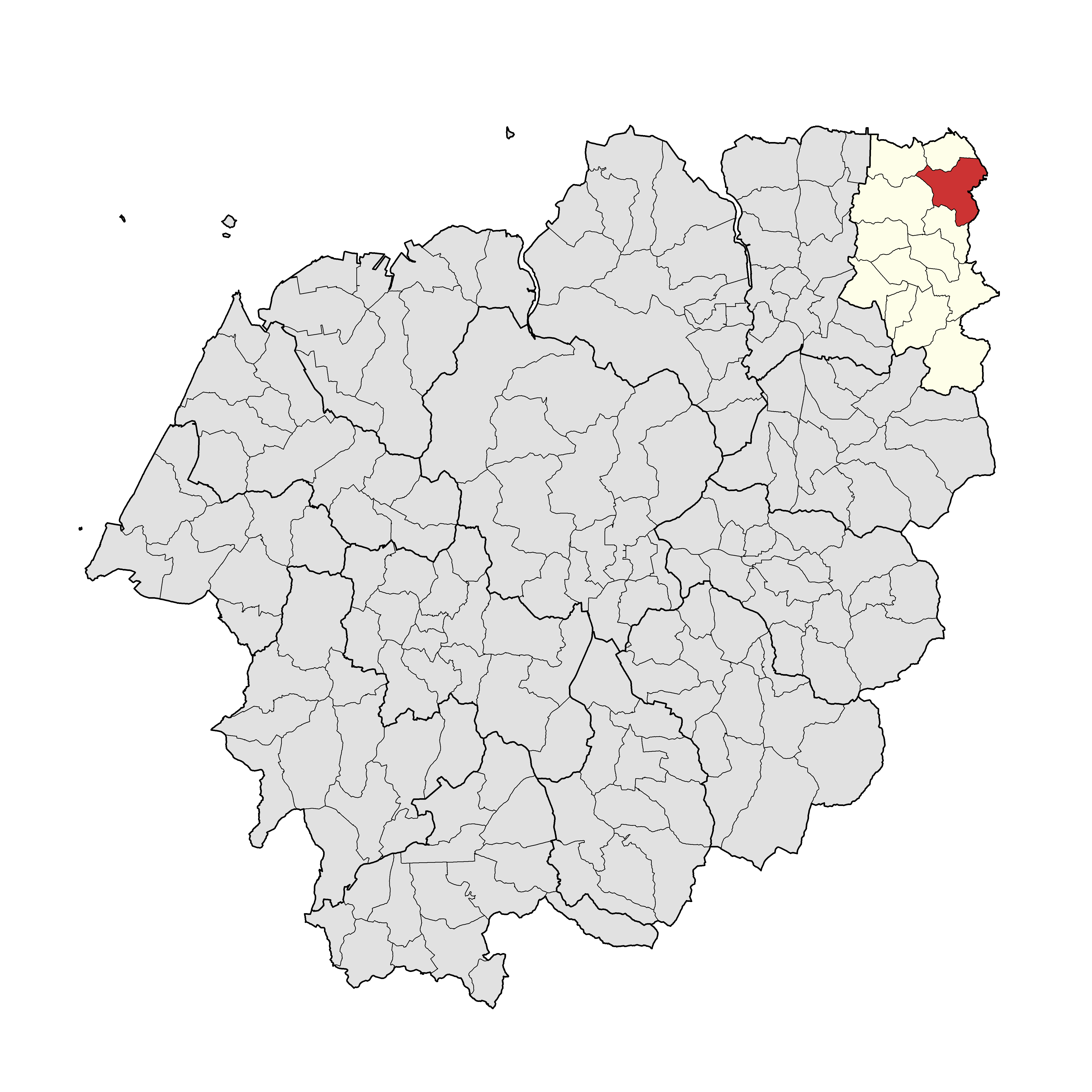
조동리
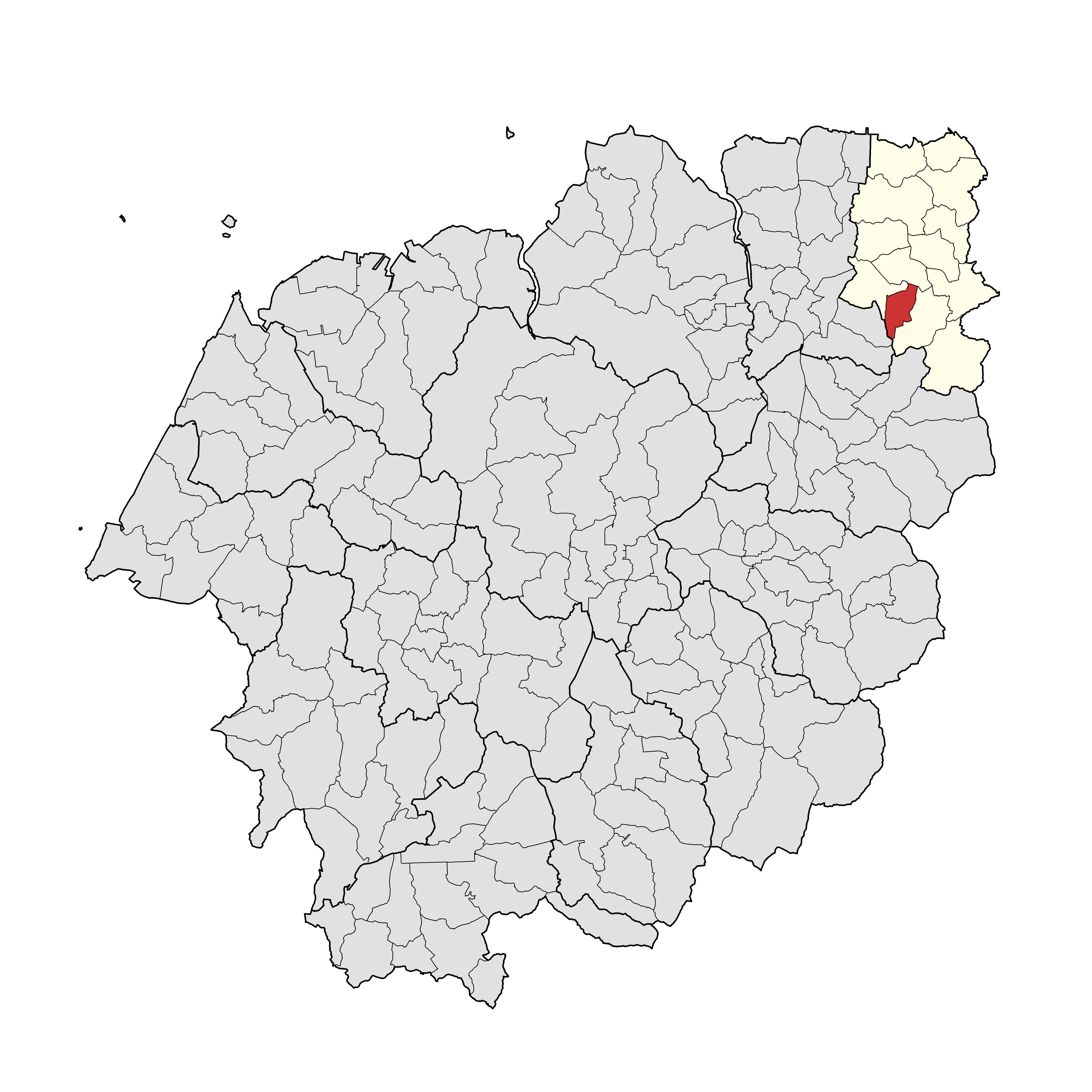
대흥리
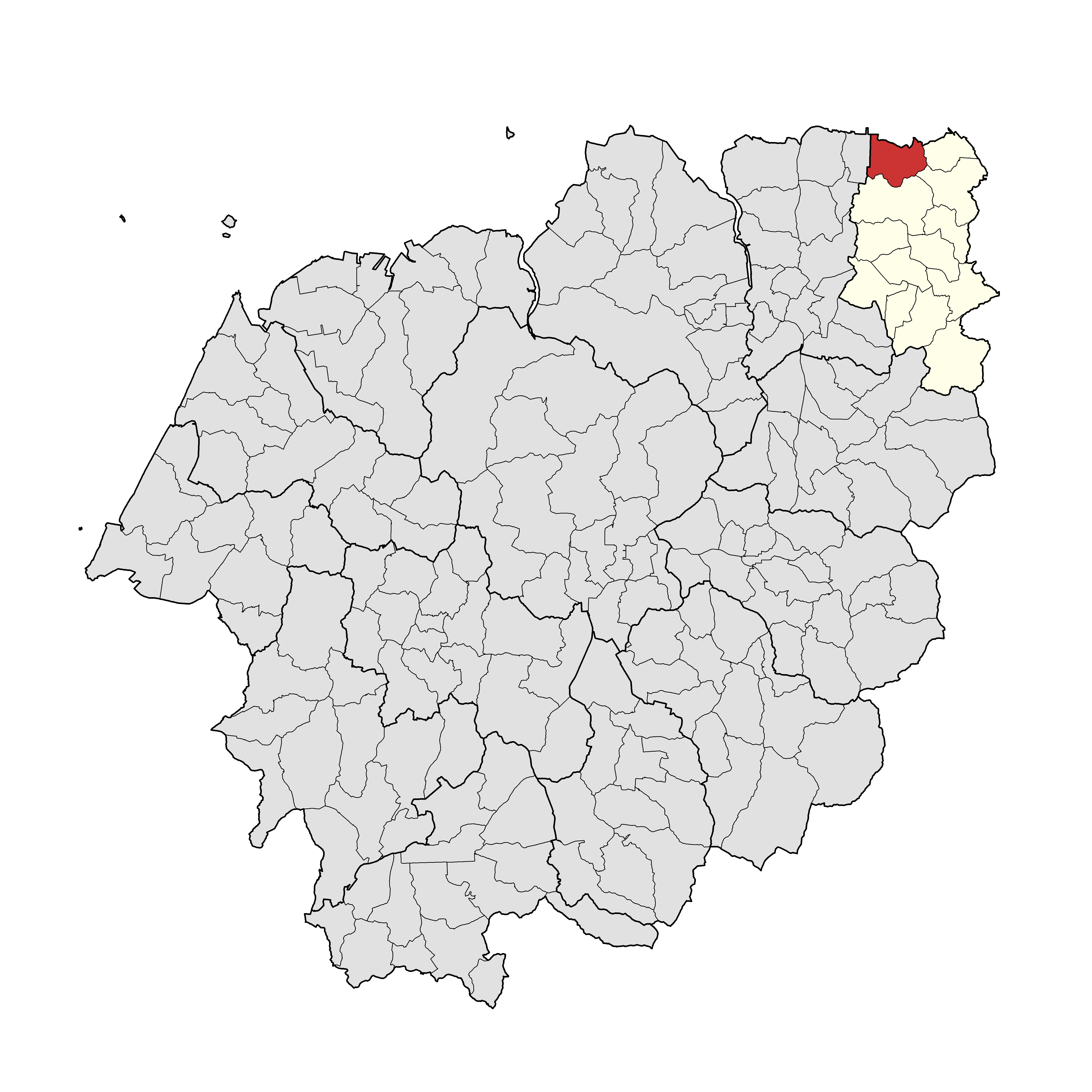
덕산리
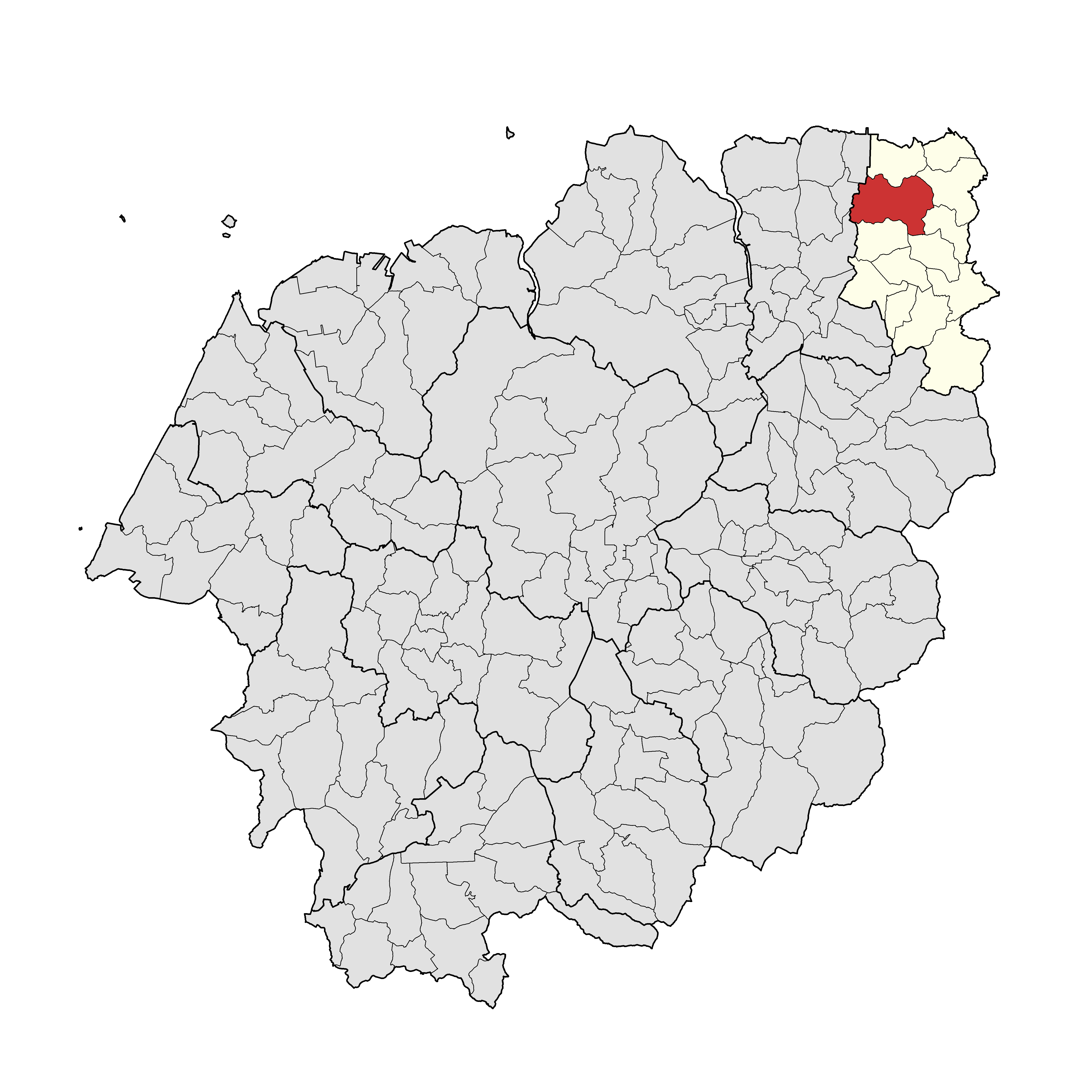
동산리
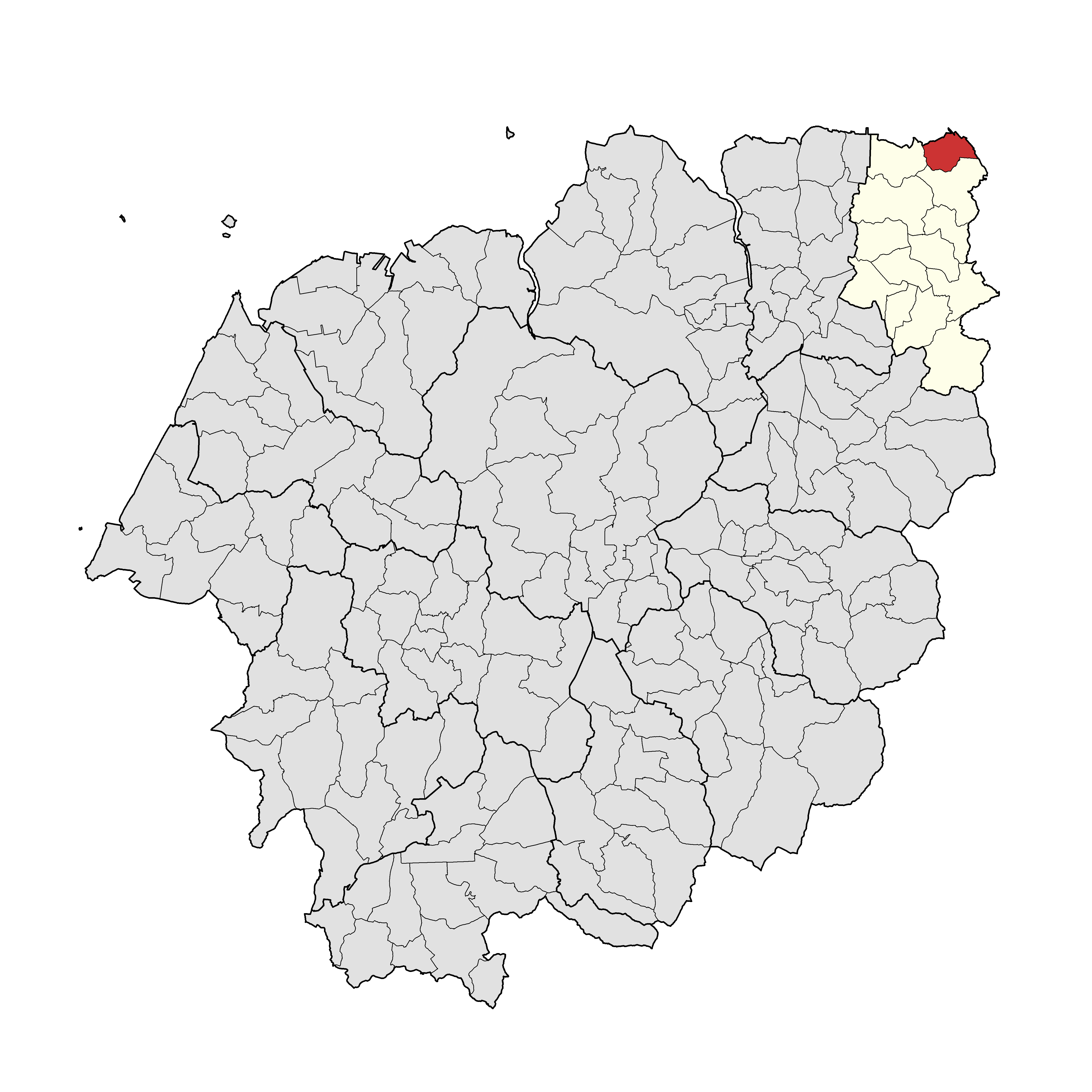
부덕리

## 교육
- 성내초등학교
- 성내중학교